# VfB Lübeck
Verein für Bewegungsspiele Lübeck von 1919 e.V. é uma agremiação esportiva alemã, fundada a 1 de abril de 1919, e sediada em Lübeck, Schleswig-Holstein, no norte do país. Além do futebol, há departamentos para badminton, ginástica feminina, handebol e tênis de mesa.

## História

### Da fundação à Segunda Guerra Mundial

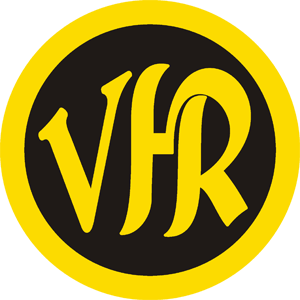
VfR Luebeck, o time da polícia local.

VfB Luebeck.

A origem remonta a um par de predecessores. Ballsportverein Vorwärts Lübeck estabelecido a 1 de abril de 1919 e Sportvereinigung Polizei Lübeck, fundado dois anos mais tarde. Este último era o clube desportivo da polícia local. Em 1931, houve a fusão com o  Verein für Rasensport Lübeck, que era o produto da união ocorrida em 1923 entre o Fußball Clube Alemannia 1905 Lübeck e Fußball Lübecker Clube Germania 1913. O SVP jogou bem o suficiente para ganhar aparições nas rodadas do play-off do circuito norte, mas não dispôs de sucesso. Já o VfR fez apenas uma aparição, em 1924. Já o BSV Vorwärts Lübeck, em 1933, acabou desmantelado pelo Regime Nazista, o qual considerava os clubes desportivos como compostos de trabalhadores do tipo politicamente indesejáveis. Membros da agremiação se tornaram parte do SVP e a associação já expandida juntou-se à Nordmark Gauliga, uma das dezesseis máximas divisões criadas pelos nazistas em 1933. O clube foi rebatizado Polizei Sportverein Lübeck, em 1935, e jogou na Nordmark Gauliga até 1942. A equipe teve o terceiro lugar como melhor resultado na classificação. O PSV fez aparições sem êxito, em comparação com o predecessor. Em 1942, foi novamente renomeado, tornando-se Sportgemeinschaft der Ordnungspolizei Lübeck, passando a atuar na Gauliga Schleswig-Holstein, quando as condições de guerra forçaram a dissolução da Gauliga Nordmark em mais três divisões locais.

### A era do pós-guerra ao presente

Evolução do clube.

Com o fim da Segunda Guerra Mundial, em todo o país os clubes foram dissolvidos pelas autoridades aliadas de ocupação. Em 1945, as associações ex- SG Orpo e Vorwärts BSV formaram uma nova associação chamada Verein für Bewegungsspile Lübeck. O novo clube voltou a jogar na primeira divisão, ficando na primeira colocação do Berzirksmeisterschaft Schleswig-Holstein, e depois em 1947, passou a atuar na recém-formada Oberliga Nord. Na década seguinte, o VfB alternou altos e baixos entre jogar a primeira e a segunda divisão, pois foi constantemente líder da Amateurliga Schlewig-Holstein (II), mas completamente incapaz de escapar do porão da Oberliga Norte (I).
Com a formação da Bundesliga, em 1963, a equipe se acomodou na Regionalliga Norte (II). O segundo lugar, em 1969, levou o VfB para a fase de qualificação à máxima série, na qual acabou em último na chave, apenas com um ponto em oito jogos disputados.
Após 1974, o VFB escorregou das fileiras da segunda camadas para níveis bem mais abaixo, como a quarta divisão, intitulada  Landesliga Schleswig-Holstein. Houve posteriormente uma recuperação através da chegada à 2. Bundesliga, pouco mais de duas décadas depois, mas a equipe alternou entre a segunda e a terceira divisão. Em 2004, chegou às semi-finais da DFB-Pokal, a Copa da Alemanha, porém capitulou diante do Werden Bremen, no tempo extra. Em 2008, houve a revelação de que a agremiação sofria de sérias dificuldades financeiras. A concordata ocorreu na côrte do distrito de Lübeck, em abril do mesmo ano.
Em julho de 2009, o VfB eliminou o 1. FSV Mainz 05, clube partícipe da Bundesliga, derrotando-o por 2 a 1, na primeira rodada da DFB-Pokal. O time acabou eliminado na fase seguinte pelo VfB Stuttgart por 3 a 1.

## Títulos
- Campeão da Bezirksklasse[1] 1927, 1928, 1929[2][3]
- Campeão da Nordmark: 1928[2][3]
- Campeão da Bezirksliga Lübeck/Mecklenburg 1924[4]
- Promoção para a Bundesliga 1969
- Campeão da Terceira Divisão Regionalliga Nord 1995, 2002
- Promoção para a 2. Bundesliga 1995, 2002
- Semifinais para a DFB-Pokal contra o Werder Bremen 2004
- Campeão da Landespokal Schleswig-Holstein: 1956, 1987, 1992, 1998, 1999, 2000, 2001, 2006, 2009, 2010, 2012
- Campeão regional do norte da Alemanha[5] 1954, 1966, 1967
- Campeão do SHFV-Hallenmeister 1999, 2000, 2011
- Com 11 conquistas o VfB detém o recorde de títulos da Schleswig-Holstein-Liga